# 푸르덴셜생명보험
푸르덴셜생명은 1990년 대한민국에 설립된 생명보험 회사로 130여 년의 역사와 전통의 세계적인 종합금융서비스 그룹 푸르덴셜 파이낸셜의 전액 출자로 이뤄졌다. 4년제 대졸 이상의 학력과 보험업이 아닌 분야에서 2년 이상의 경력을 가진 남성 설계사 ‘라이프플래너’ 조직을 국내 최초로 도입하여 국내 생명보험 시장에 전문가 시대를 열었고 저축성보험 일색이던 국내 보험시장에 본격적으로 종신보험을 도입하였다.

## 역사
- 1990년 한국푸르덴셜생명보험 설립
- 2002년 강남구 역삼동 푸르덴셜타워로 사옥 이전
- 2020년 KB금융그룹 계열사 편입
- 2023년 KB생명보험과 합병해 KB라이프생명보험으로 사명 변경